# Gran Premio di Germania 1987
Il Gran Premio di Germania 1987 è stato il 444º Gran Premio di Formula 1 della storia, corso il 26 luglio 1987 all'Hockenheimring. Fu l'ottava gara del Campionato Mondiale di Formula 1 1987.

## Qualifiche
Nelle qualifiche, la pole position andò a Nigel Mansell su Williams davanti ad Ayrton Senna su Lotus ed Alain Prost con la McLaren, con l'altra Williams di Nelson Piquet quarta. Quinto fu Alboreto su Ferrari davanti al compagno di Prost, Stefan Johansson, a Teo Fabi su Benetton e Gerhard Berger su Ferrari.

## Risultati qualifiche
| Pos | No | Pilota             | Costruttore              | Q1          | Q2          | Distacco |
| --- | -- | ------------------ | ------------------------ | ----------- | ----------- | -------- |
| 1   | 5  | Nigel Mansell      | Williams - Honda         | 1'42"616    | 2.00:832    |          |
| 2   | 11 | Ayrton Senna       | Lotus - Honda            | 1'42"873    | senza tempo | +0"257   |
| 3   | 1  | Alain Prost        | McLaren - TAG Porsche    | 1'43"202    | senza tempo | +0"586   |
| 4   | 6  | Nelson Piquet      | Williams - Honda         | 1'43"705    | senza tempo | +1"089   |
| 5   | 27 | Michele Alboreto   | Ferrari                  | 1'43"921    | 2.05:139    | +1"305   |
| 6   | 20 | Thierry Boutsen    | Benetton - Ford          | 1'45"066    | 2.02:981    | +2"450   |
| 7   | 8  | Andrea De Cesaris  | Brabham - BMW            | 1'45"411    | senza tempo | +2"795   |
| 8   | 2  | Stefan Johansson   | McLaren - TAG Porsche    | 1'45"428    | senza tempo | +2"812   |
| 9   | 19 | Teo Fabi           | Benetton - Ford          | 1'45"497    | 2.06:851    | +2"881   |
| 10  | 28 | Gerhard Berger     | Ferrari                  | 1'45"902    | 2.03:172    | +3"286   |
| 11  | 7  | Riccardo Patrese   | Brabham - BMW            | 1'46"096    | senza tempo | +3"480   |
| 12  | 25 | René Arnoux        | Ligier - Megatron        | 1'46"323    | senza tempo | +3"707   |
| 13  | 17 | Derek Warwick      | Arrows - Megatron        | 1'46"525    | senza tempo | +3"909   |
| 14  | 12 | Satoru Nakajima    | Lotus - Honda            | 1'46"760    | senza tempo | +4"144   |
| 15  | 18 | Eddie Cheever      | Arrows - Megatron        | 1'47"780    | 2.04:003    | +5"164   |
| 16  | 24 | Alessandro Nannini | Minardi - Motori Moderni | 1'47"887    | senza tempo | +5"271   |
| 17  | 26 | Piercarlo Ghinzani | Ligier - Megatron        | 1'49"236    | 2.09:440    | +6"620   |
| 18  | 23 | Adrián Campos      | Minardi - Motori Moderni | 1'49"668    | senza tempo | +7"052   |
| 19  | 9  | Martin Brundle     | Zakspeed                 | 1'51"062    | 2.12:913    | +8"446   |
| 20  | 10 | Christian Danner   | Zakspeed                 | 1'51"448    | 2.11:115    | +8"832   |
| 21  | 30 | Philippe Alliot    | Lola Larrousse - Ford    | 1'52"760    | 2.11:588    | +10"144  |
| 22  | 4  | Philippe Streiff   | Tyrrell - Ford           | 1'53"528    | 2.10:404    | +10"912  |
| 23  | 3  | Jonathan Palmer    | Tyrrell - Ford           | 1'54"491    | 2.06:769    | +11"875  |
| 24  | 16 | Ivan Capelli       | March - Ford             | 1'54"616    | 2.09:769    | +12"000  |
| 25  | 14 | Pascal Fabre       | AGS - Ford               | 1'54"997    | senza tempo | +12"381  |
| 26  | 21 | Alex Caffi         | Osella - Alfa Romeo      | senza tempo | 2'07"753    | +25"137  |

## Riassunto della gara
Alla partenza, Senna scattò bene dalla seconda casella prendendo la vetta davanti a Mansell, Prost, Piquet, Bousten, Alboreto e Johansson.
Al secondo giro Senna cominciò a perdere posizioni, facendosi sopravanzare rispettivamente da Mansell e Prost. Il francese riuscì a mantenersi vicino a Mansell, e all'ottavo giro lo passò andando in testa. Nelle retrovie la lotta per le posizioni era accesa, mentre davanti non ci furono cambiamenti fino al 19º giro, quando Prost si fermò per il cambio-gomme. Quando, al 23º giro, anche Mansell rientrò per il pit-stop, il francese tornò a guidare la gara. Per contro, la corsa dell'inglese durò solo altri due giri, in quanto alla 25ª tornata la Williams soffrì di un guasto al motore e costrinse Mansell al ritiro.
In questo modo, Piquet guadagnò la seconda posizione. Nel frattempo Senna rientrò per la seconda volta, per tentare di risolvere un serio problema di trazione, perdendo posizioni e lasciando a Stefan Johansson la terza posizione dopo il ritiro della Benetton di Boutsen per un guasto al motore.
Prost sembrava avviato a vincere la gara, ma a quattro giri dalla fine fu costretto al ritiro per un guasto all'alternatore. Di conseguenza, la vittoria andò al Nelson Piquet su Williams, davanti alla McLaren di Stefan Johansson e ad Ayrton Senna su Lotus. Dietro di loro si piazzarono, con un notevole ritardo, le Tyrrell di Streiff e Palmer e la Lola Larrousse di Alliot. L'unico altro pilota che concluse la gara fu Martin Brundle su Zakspeed, che non fu però classificato in quanto arrivò a 10 giri dal vincitore.

## Ordine d'arrivo
| Pos   | N° | Pilota             | Team                     | Giri | Tempo/Ritiro              | Partenza | Punti |
| ----- | -- | ------------------ | ------------------------ | ---- | ------------------------- | -------- | ----- |
| 1     | 6  | Nelson Piquet      | Williams - Honda         | 44   | 1h21'25"091               | 4        | 9     |
| 2     | 2  | Stefan Johansson   | McLaren - TAG Porsche    | 44   | + 1'39"591                | 8        | 6     |
| 3     | 12 | Ayrton Senna       | Lotus - Honda            | 43   | + 1 giro                  | 2        | 4     |
| 4 (1) | 4  | Philippe Streiff   | Tyrrell - Ford           | 43   | + 1 giro                  | 22       | 3     |
| 5 (2) | 3  | Jonathan Palmer    | Tyrrell - Ford           | 43   | + 1 giro                  | 23       | 2     |
| 6 (3) | 30 | Philippe Alliot    | Lola Larrousse - Ford    | 42   | + 2 giri                  | 21       | 1     |
| 7     | 1  | Alain Prost        | McLaren - TAG Porsche    | 39   | Problemi all'alternatore  | 3        |       |
| NC    | 9  | Martin Brundle     | Zakspeed                 | 34   | Non Classificato          | 19       |       |
| Rit   | 26 | Piercarlo Ghinzani | Ligier - Megatron        | 32   | Motore                    | 17       |       |
| Rit   | 23 | Adrián Campos      | Minardi - Motori Moderni | 28   | Motore                    | 18       |       |
| Rit   | 20 | Thierry Boutsen    | Benetton - Ford          | 26   | Motore                    | 6        |       |
| Rit   | 5  | Nigel Mansell      | Williams - Honda         | 25   | Motore                    | 1        |       |
| Rit   | 24 | Alessandro Nannini | Minardi - Motori Moderni | 25   | Motore                    | 16       |       |
| Rit   | 17 | Derek Warwick      | Arrows - Megatron        | 23   | Problemi al turbo         | 13       |       |
| Rit   | 10 | Christian Danner   | Zakspeed                 | 21   | Problemi al semiasse      | 20       |       |
| Rit   | 28 | Gerhard Berger     | Ferrari                  | 19   | Problemi al turbo         | 10       |       |
| Rit   | 19 | Teo Fabi           | Benetton - Ford          | 18   | Motore                    | 9        |       |
| Rit   | 21 | Alex Caffi         | Osella - Alfa Romeo      | 17   | Motore                    | 26       |       |
| Rit   | 8  | Andrea De Cesaris  | Brabham - BMW            | 12   | Motore                    | 7        |       |
| Rit   | 27 | Michele Alboreto   | Ferrari                  | 10   | Problemi al turbo         | 5        |       |
| Rit   | 14 | Pascal Fabre       | AGS - Ford               | 10   | Motore                    | 25       |       |
| Rit   | 18 | Eddie Cheever      | Arrows - Megatron        | 9    | Problemi all'acceleratore | 15       |       |
| Rit   | 11 | Satoru Nakajima    | Lotus - Honda            | 9    | Problemi al turbo         | 14       |       |
| Rit   | 16 | Ivan Capelli       | March - Ford             | 7    | Motore                    | 24       |       |
| Rit   | 25 | René Arnoux        | Ligier - Megatron        | 6    | Problema all'accensione   | 12       |       |
| Rit   | 7  | Riccardo Patrese   | Brabham - BMW            | 5    | Problema all'accensione   | 11       |       |

Tra parentesi le posizioni valide per il Jim Clark Trophy, per le monoposto con motori N/A

## Classifiche

### Piloti
| *  | Pilota            | Punti |
| -- | ----------------- | ----- |
| 1  | Nelson Piquet     | 39    |
| 2  | Ayrton Senna      | 35    |
| 3  | Nigel Mansell     | 30    |
| 4  | Alain Prost       | 26    |
| 5  | Stefan Johansson  | 19    |
| 6  | Gerhard Berger    | 9     |
| 7  | Michele Alboreto  | 8     |
| 8  | Satoru Nakajima   | 6     |
| 9  | Andrea De Cesaris | 4     |
| 10 | Eddie Cheever     | 4     |
| 11 | Jonathan Palmer   | 4     |
| 12 | Philippe Streiff  | 4     |
| 13 | Teo Fabi          | 3     |
| 14 | Thierry Boutsen   | 2     |
| 15 | Martin Brundle    | 2     |
| 16 | Derek Warwick     | 2     |
| 17 | René Arnoux       | 1     |
| 18 | Ivan Capelli      | 1     |
| 19 | Philippe Alliot   | 1     |

### Costruttori
| *  | Team                  | Punti |
| -- | --------------------- | ----- |
| 1  | Williams - Honda      | 69    |
| 2  | McLaren - TAG Porsche | 45    |
| 3  | Lotus - Honda         | 41    |
| 4  | Ferrari               | 17    |
| 5  | Tyrrell - Ford        | 8     |
| 6  | Arrows - Megatron     | 6     |
| 7  | Benetton - Ford       | 5     |
| 8  | Brabham - BMW         | 4     |
| 9  | Zakspeed              | 2     |
| 10 | Ligier - Megatron     | 1     |
| 11 | March - Ford          | 1     |
| 12 | Lola Larrousse - Ford | 1     |

### Trofeo Jim Clark
| Pos | Pilota           | Punti |
| --- | ---------------- | ----- |
| 1   | Jonathan Palmer  | 48    |
| 2   | Philippe Streiff | 39    |
| 3   | Pascal Fabre     | 32    |
| 4   | Philippe Alliot  | 19    |
| 5   | Ivan Capelli     | 6     |

### Trofeo Colin Chapman
| Pos | Team           | Punti |
| --- | -------------- | ----- |
| 1   | Tyrrell-Ford   | 87    |
| 2   | AGS-Ford       | 32    |
| 3   | Larrousse-Ford | 19    |
| 4   | March-Ford     | 6     |